# Steuben (Maine)
Steuben – miasto w Stanach Zjednoczonych, w stanie Maine, w hrabstwie Washington.